# 西南眼镜蛇
西南眼镜蛇（学名：Naja fuxi），一种分布于中国西南地区的毒蛇，隶属于眼镜蛇科眼镜蛇属。模式产地为四川省攀枝花市仁和区同德镇。原中国西南地区记录的眼镜蛇被认为是孟加拉眼镜蛇（Naja kaouthia）。2022年研究人员通过形态学和分子系统发育关系，认定云南、四川等地的眼镜蛇应为独立物种。拉丁种加词源自中国神话中人类祖先之一－伏羲的名字，伏羲通常被描绘为半人半蛇的形象，其常见的姿势类似于眼镜蛇受刺激后竖起身体上半身的姿态。以其名字命名代表代表蛇类对人类文化的影响。